# Bully Beatdown
Bully Beatdown is een Amerikaans televisieprogramma van MTV. In de show daagt presentator Jason 'Mayhem' Miller onverbeterlijke pestkoppen uit om de strijd aan te gaan met een professionele MMA-vechter en zo kans te maken om maximaal 10.000 dollar te winnen. Het bedrag dat ze uiteindelijk krijgen hangt af van hun prestaties in de ring en elke cent die ze verliezen gaat naar hun slachtoffer(s).
Aan het begin van elke uitzending wordt een scène getoond waarin het slachtoffer van de treiterijen de hulp inroept van Mayhem, gevolgd door een uitvoeriger gesprek tussen de presentator en het slachtoffer. Samen gaan ze de confrontatie aan met de plaaggeest en Mayhem daagt hem uit om het gedurende twee rondes van drie minuten op te nemen tegen een professioneel vechter en zo kans te maken op 10.000 dollar. In alle uitgezonden afleveringen nam de treiteraar de uitdaging aan.
In de eerste ronde zijn alleen worstel- en klemtechnieken toegestaan, zoals die uit het judo en jiujitsu. De pestkop begint met 5000 dollar, maar elke keer dat hij in een wurggreep of in een been- of armklem zit en zo gedwongen wordt om af te tikken, verliest hij er 1000 aan zijn slachtoffer. Ronde twee is de kickboksronde. Als de treiteraar het drie minuten lang uithoudt, wint hij 5000 dollar, maar dit gehele bedrag gaat naar het slachtoffer als hij opgeeft, knock-out gaat of de scheidsrechter het gevecht beëindigt. Na deze laatste ronde deelt Mayhem het geld uit aan beide partijen en vraagt hij de pestkop om een laatste reactie. Deze bestaat vaak – maar niet altijd – uit de kennisgeving dat hij nooit heeft geweten hoe heftig het is om aan de andere kant van een aanval te staan en dat het dan ook niet meer zal gebeuren. Regelmatig volgt er ook een verontschuldiging.
Vanaf het tweede seizoen is de opzet van het programma iets anders. De scène waarin Mayhem en het slachtoffer de plaaggeest uitdagen, verdween. In plaats daarvan legt de pestkop aan de kijker uit waarom hij zijn slachtoffer treitert. Ook interviewt Mayhem de pestkop over zijn gedrag.
Seizoen drie heeft dezelfde opzet, al duren de rondes nu elk vijf minuten in plaats van drie. In de eerste aflevering van dit seizoen stapte presentator Mayhem, die zelf ook MMA-vechter is, persoonlijk in de ring om de strijd aan te gaan met een van de treiteraars.